# Stephan Kinsella
Norman Stephan Kinsella (nacido en 1965) es un abogado y jurista estadounidense especializado en cuestiones relacionadas con la propiedad intelectual. Es anarcocapitalista y miembro sénior del Instituto Ludwig von Mises. Sus obras publicadas aparecen principalmente en su blog y en sitios web de temática libertaria.

## Biografía
Nacido en Prairieville, Luisiana, asistió a la Universidad Estatal de Luisiana, donde obtuvo un Bachelor of Science y un Master of Science en ingeniería eléctrica. También posee un Juris Doctor del Paul M. Hebert Law Center y un máster en derecho de la Universidad de Londres. Kinsella es el abogado general de Applied Optoelectronics de Sugar Land, Texas.
A la práctica de abogado de propiedad intelectual y exprofesor adjunto de derecho en el Sur de Texas College of Law, donde enseñó derecho informático, Kinsella participa activamente en la teoría política y jurídica libertaria, y es académico adjunto del Instituto Mises, así como reseñador de libros para el Journal of Libertarian Studies. También contribuye con noticias y opinión en LewRockwell.com. También contribuye con el diario digital Libertarian Papers, publicado con licencia Creative Commons.

## Publicaciones
Las publicaciones jurídicas de Kinsella incluyen libros y artículos sobre la ley de patentes, el derecho contractual, la ley de comercio electrónico, el derecho internacional y otros temas. Kinsella también ha publicado y dictado conferencias sobre una variedad de temas libertarios, a menudo combinando el análisis jurídico con el análisis libertario. Los puntos de vista de Kinsella sobre la teoría del contrato, la causalidad y la ley, la propiedad intelectual, y la teoría de los derechos (en particular, su teoría de los actos propios) son sus principales contribuciones a la teoría libertaria.
En teoría de contratos, que se extiende sobre la teoría de la transferencia de título de Murray Rothbard y Williamson Evers que vincula a la teoría de la inalienabilidad y al mismo tiempo que tratar de aclarar tal teoría. La teoría de transferencia de título que establece Kinsella es una teoría de la causalidad que intenta explicar por qué los actores remotos pueden ser responsables en virtud de la teoría libertaria. Él da argumentos no-utilitarios sobre cómo la propiedad intelectual es incompatible con el principio del derecho de propiedad libertario. Desarrolla un argumento de ético para la justificación de los derechos individuales, utilizando una extensión del concepto de preclusión.

### Libros
- Protecting Foreign Investment Under International Law: Legal Aspects of Political Risk (with Paul E. Comeaux). Oceana Publications, 1997. ISBN 978-0-379-21371-3
- Online Contract Formation (with Andrew Simpson). Oxford University Press, 2004. ISBN 978-0-379-21519-9
- International Investment, Political Risk, and Dispute Resolution: A Practitioner's Guide (with Noah Rubins). Oxford University Press, 2005. ISBN 978-0-379-21522-9
- Against Intellectual Property. Ludwig von Mises Institute, 2008. ISBN 978-1-933550-32-9. Contra la propiedad intelectual, publicación traducida al español por Mariano Bas Uribe.